# Tabwakea
Tabwakea – wieś na wyspie Kiritimati (Wyspie Bożego Narodzenia) w Kiribati.